# Colt Defense

Das Logo des Herstellers

Colt Defense LLC, ursprünglich Colt’s Patent Fire Arms Manufacturing Company, ist ein amerikanischer Waffenhersteller mit Sitz in Hartford, Connecticut. Das Unternehmen produziert vor allem Sturmgewehre, Selbstladepistolen, darunter die M1911, und Revolver.

## Geschichte

### Gründung
1846/47 entwarfen Samuel Colt und Captain Samuel Walker eine Weiterentwicklung des Paterson-Revolvers, einen von der Armee offiziell Model of 1847 Army Pistol genannten großkalibrigen Perkussionsrevolver. Da Colt noch keine eigene Fertigungsstätte hatte, wurden diese 1100 Walker Colts in der Fabrik von Eli Whitney Jr. in Whitneyville hergestellt und im Juni 1847 ausgeliefert. Vertraglich war vereinbart, dass nach Ablieferung der Waffen die Fertigungsmaschinen und Werkzeuge ins Eigentum von Colt übergingen. Schon gegen Ende 1847 begann er, in gemieteten Gebäuden eine eigene Waffenproduktion aufzubauen und Ende 1848 waren bereits über zehntausend Revolver produziert, es handelte sich um Nachfolgemodelle des Walkers und kleinere Taschenrevolver. 1848 erwarb er ein Grundstück am Connecticut River in Hartford und erstellte dort seine eigene Waffenfabrik, die South Meadows Armory als Nachfolger seiner bankrottgegangenen Patent Arms Manufacturing Company.
Im Jahre 1855 wandelte er das Unternehmen in eine Aktiengesellschaft um, die Colt’s Patent Fire Arms Manufacturing Company. Im 19. Jahrhundert war Colt neben Smith & Wesson, Remington, und Merwin, Hulbert & Co. einer der bedeutenden Waffenhersteller in Bezug auf Revolver.

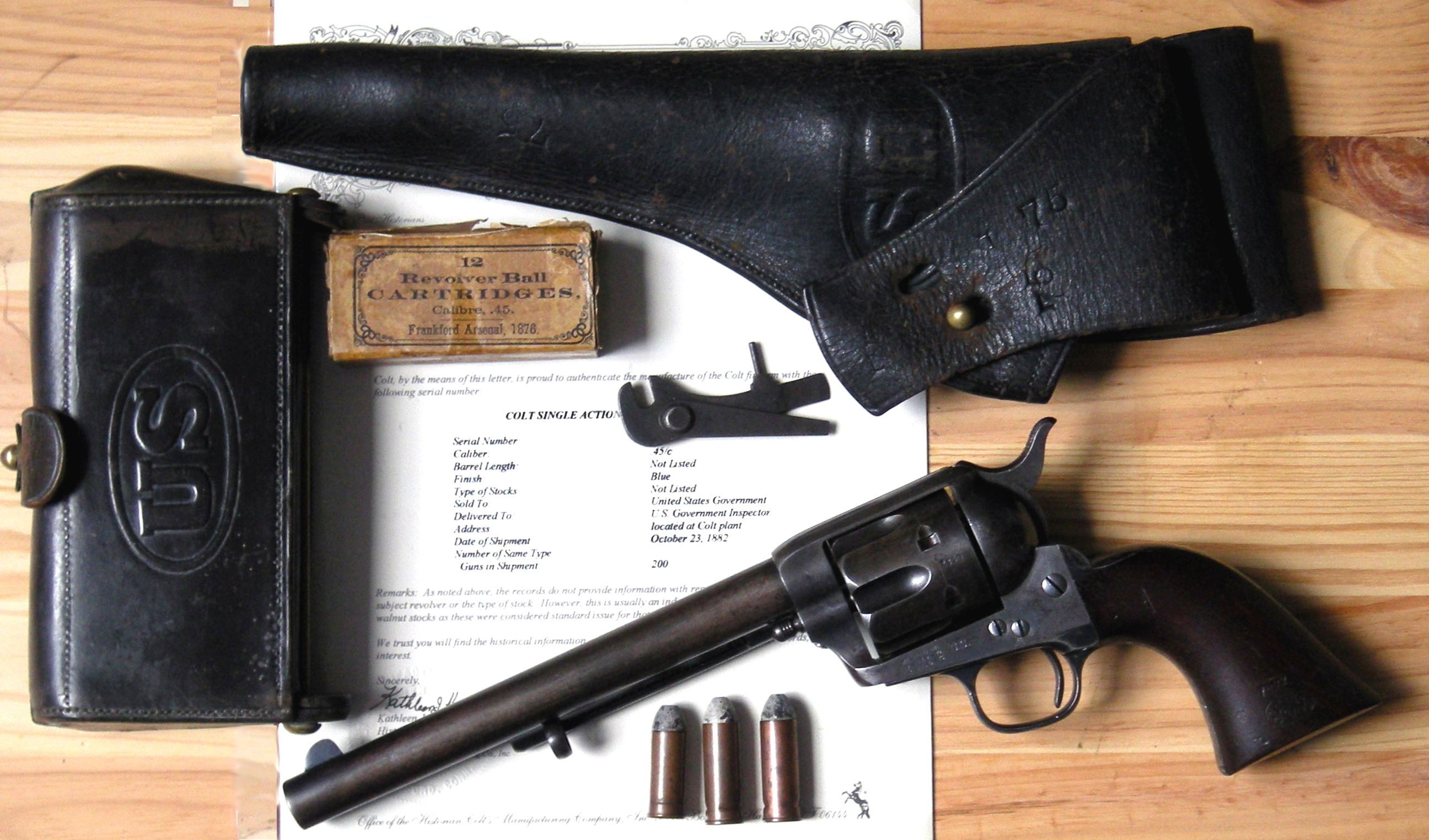
US Colt Single Action 1873 Cavalry Model, Zubehör

Das Hauptprodukt von Colt war der Colt Perkussionsrevolver, eine Variante die Colt Model 1855 Sidehammer Revolver und Gewehre, später brachte die Firma Hinterladerrevolver wie den Colt Single Action Army und modernere Revolver, Repetiergewehre wie das Colt-Burgess Rifle und die Colt-Lightning Magazine Rifles sowie das Gatling-Repetiergeschütz auf den Markt. Durch die nach 1890 aufgenommene Zusammenarbeit mit John Moses Browning wurde auch eine Entwicklung und Produktion von Automatwaffen wie Maschinengewehren (Mod. 1895) und Pistolen begonnen. Zwischen 1900 und 1903 wurden von der ersten von Colt auf den Markt gebrachten Selbstladepistole, dem Model 1900 Automatic Pistol, einem nach dem Browning-System verriegelten Rückstoßlader im Kaliber. 38, 3500 Exemplare hergestellt. Eine Weiterentwicklung dieser Waffe war unter anderem die Colt M1911, die von ihrem Produktionsbeginn 1911 bis 1985 die Standardpistole der US Army war.

### 1900–1955
Bis nach dem Koreakrieg konzentrierte sich Colt auf das Kerngeschäft mit Revolvern und Pistolen, aber auch Lizenzprodukten wie das Browning Automatic Rifle sowie Fremdaufträge wie die Herstellung der von John T. Thompson entwickelten Modell 1921 Thompson Maschinenpistolen. Durch die umfangreichen Bestellungen in den beiden Weltkriegen konnte Colt bis 1955 Fabriken mit mehr als 15.000 Mitarbeitern bauen.
Nach dem Koreakrieg konnte Colt durch den Rückgang der Bestellungen und veraltete Produktionsmittel nicht mehr mithalten und musste sich neue Investoren suchen. Ab 1955 war Colt Teil der Penn-Texas Corporation (später Fairbanks Whitney) von Leopold D. Silberstein.

### 1955–2000
Im Jahr 1955 brachte die Firma das Revolvermodell Colt Python auf den Markt.
Im Jahr 1960 konnte sich Colt mit dem Aufkauf der Rechte für das M16 von Eugene Stoners ArmaLite auch auf dem Markt für militärische Gewehre etablieren. Das M16 legte, nicht zuletzt durch den Vietnamkrieg, die Grundlage für Colts heute umfangreiches Sturmgewehr-Programm.
Im Jahr 1964 wurde Fairbanks-Whitney in Colt Industries umbenannt.
In den 1980er Jahren konzentrierte sich das Unternehmen zunehmend auf Militärwaffen, das Geschäftsfeld der zivilen Faustfeuerwaffen litt unter dem Ablauf von Patentrechten und verschiedenen Fehlentscheidungen in der Modellpolitik. Zudem warfen Kenner und Fachjournalisten dem Hersteller in diesem Bereich vielfach einen deutlichen Verlust an Fertigungsqualität bei alten und neuen Modellen vor.
Im Jahr 1988 verlor Colt die Ausschreibung der US Army um die weitere Produktion des M16 an FN, was zusammen mit dem Rückgang des Verkaufs von Handfeuerwaffen auf dem amerikanischen Markt beinahe zum Bankrott führte. Deshalb wurde das Unternehmen im Jahr 1990 an die CF Holding Corporation verkauft.
Danach konnte sich Colt durch die Entwicklung des M4-Sturmgewehrs und neuer Pistolen neue Märkte erschließen.

### Heute
Im Jahr 2002 wurde Colt in Colt Defense (Segmente „Military“ (Verteidigung), „Law enforcement“ (Behörden), „Private security/defence“ (Sicherheitsdienstleister)) und Colt's Manufacturing Company (Zivilmarkt) aufgeteilt. Die Colt's Manufacturing Company gehörte dann zur New Colt Holding Corporation. Im Jahre 2013 erwarb Colt Defense die New Colt Holding Corporation. Dadurch wurde die Entwicklung, Herstellung und der Vertrieb der Schusswaffen unter dem Namen Colt für alle Marktsegmente wieder unter einem Dach vereinigt.
Das Segment „Law enforcement“ bietet Waffen speziell für Behörden an. „Military“ bietet Waffensysteme für das Militär an, beispielsweise das M4-Sturmgewehr oder die Selbstladepistole M45A1. 
Im Juni 2015 wurde ein Insolvenzverfahren für Colt Defense LLC eröffnet, nachdem eine Forderung nicht beglichen werden konnte.
Im Februar/Mai 2021 übernahm der tschechische Waffenhersteller Česká zbrojovka Group (CZG), die Colt Holding mit Colt's Manufacturing Company und einer Tochter in Kanada.

## Sammlung im Metropolitan Museum of Art, New York (Auswahl)

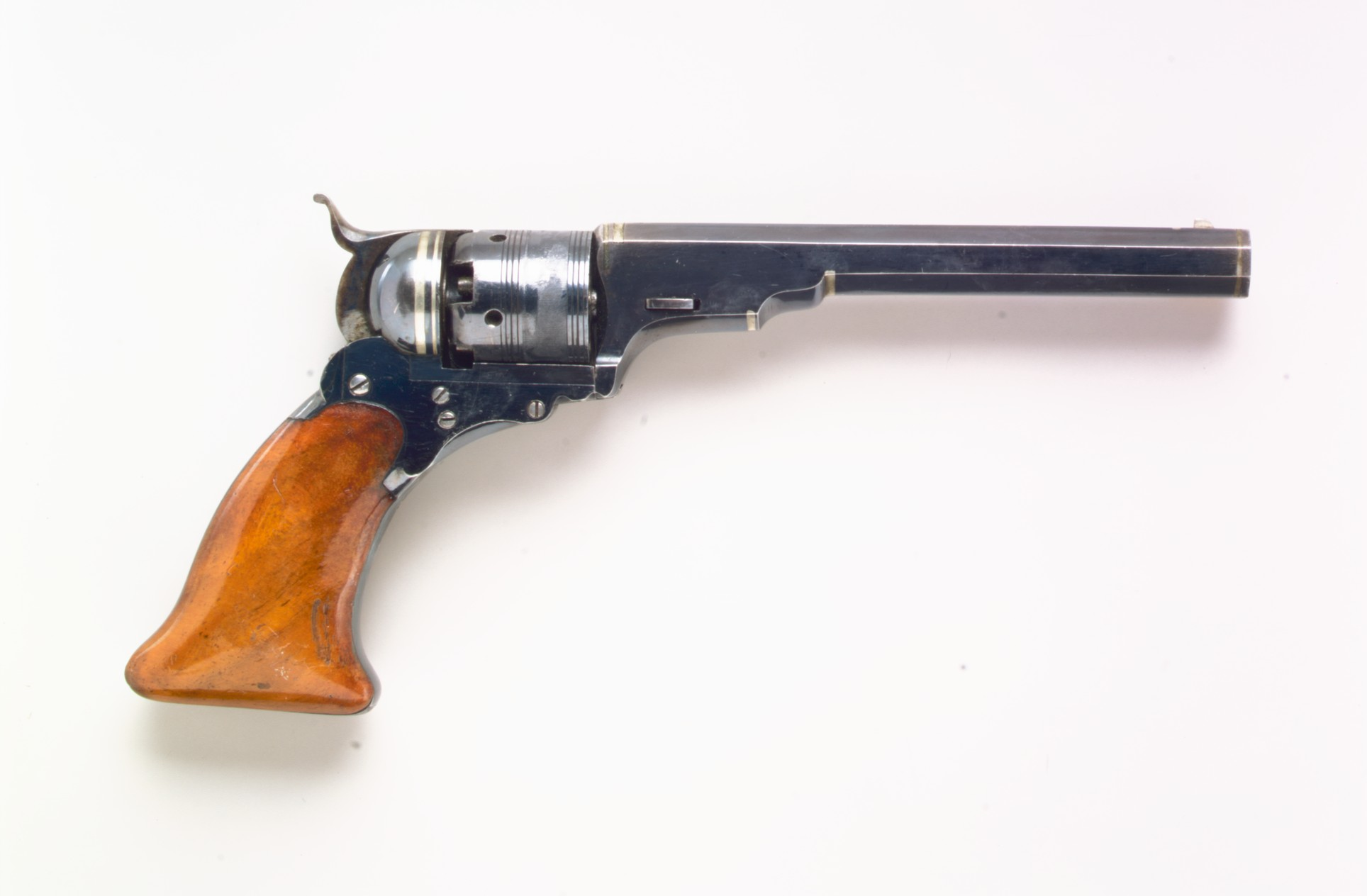
Colt Paterson Percussion Revolver, No. 3, Belt Model, Serial no. 156 (ca. 1838)
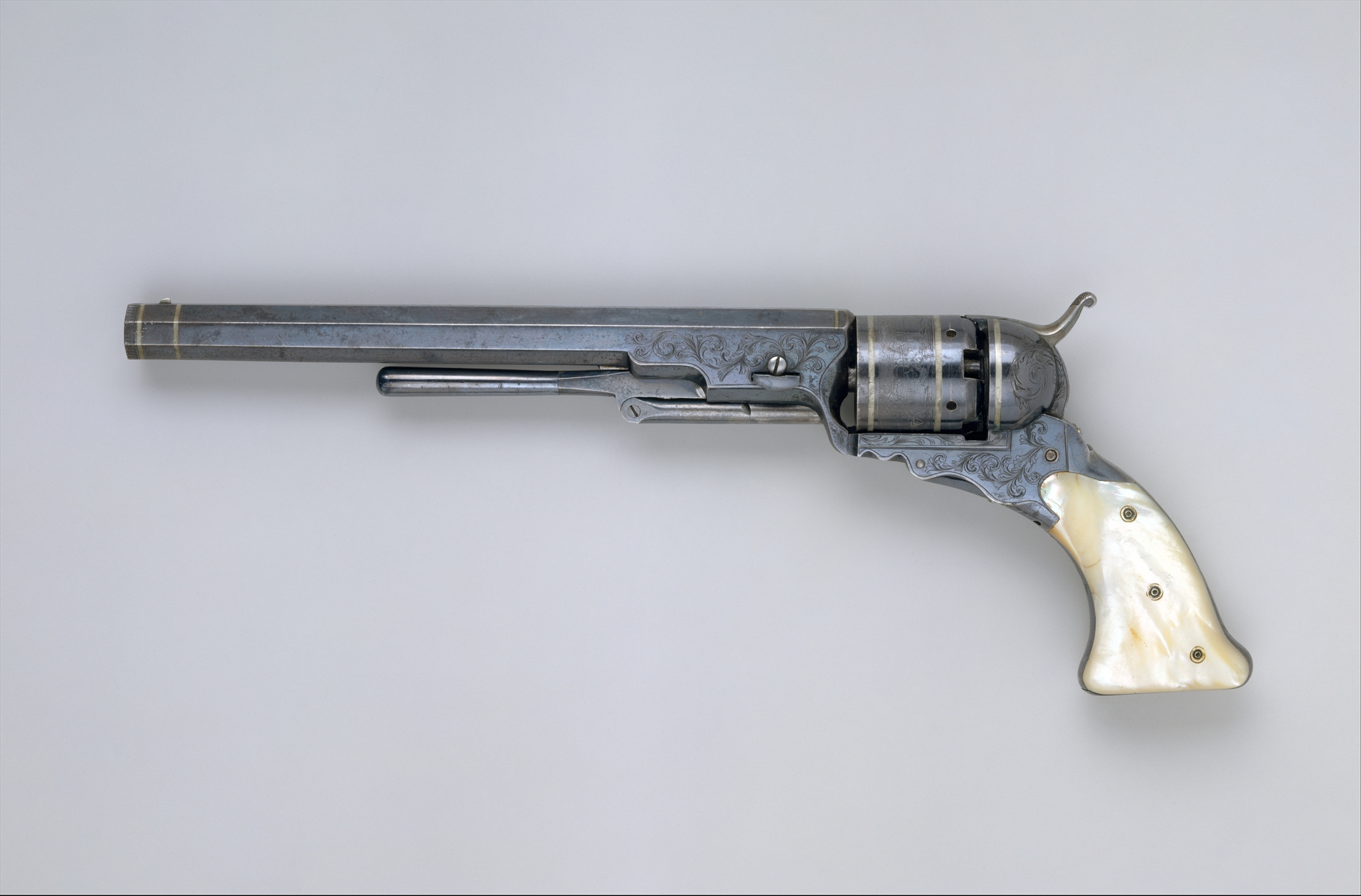
Colt Paterson Percussion Revolver, No. 5, Holster Model (ca. 1840)
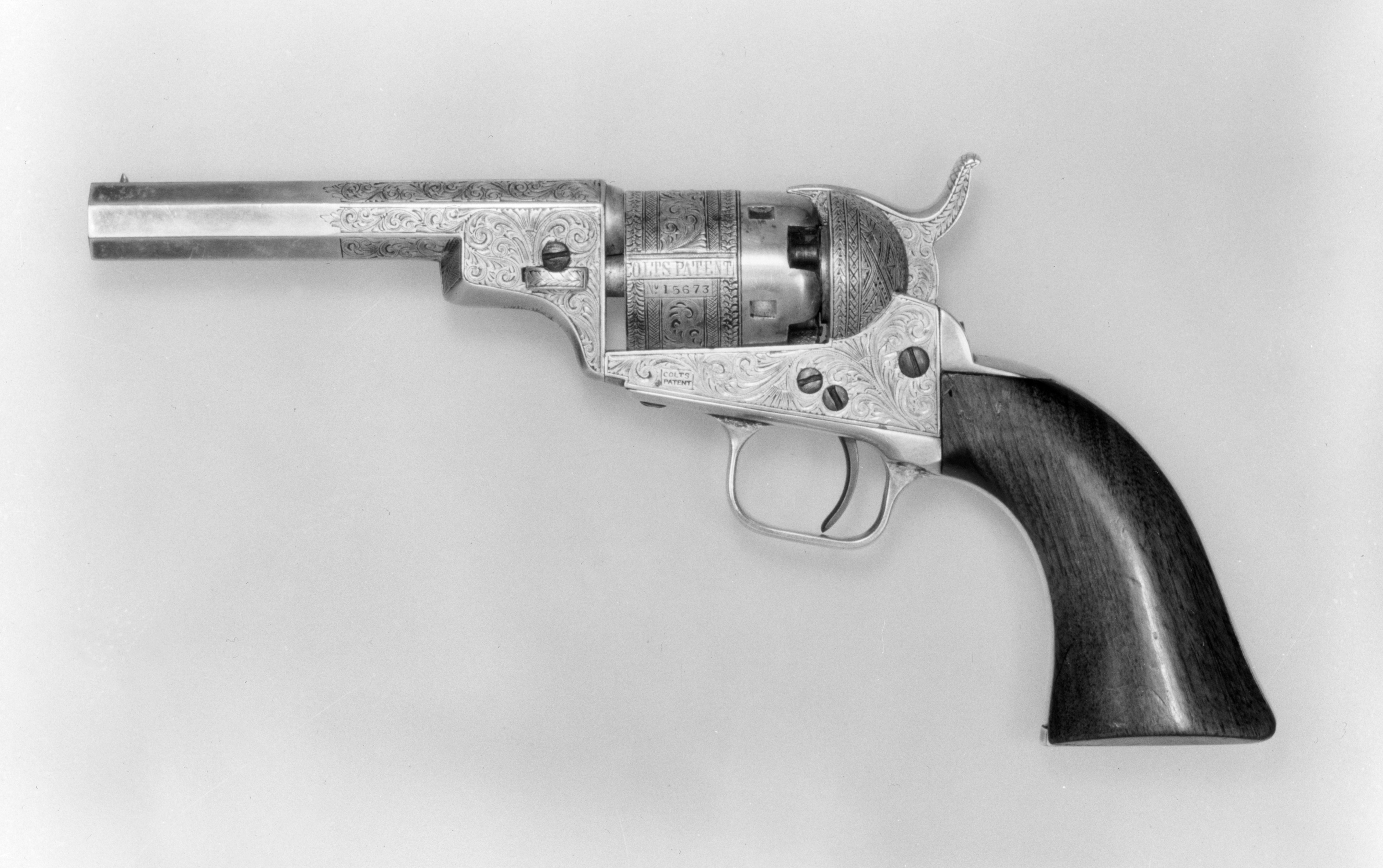
„Wells Fargo“ Colt Revolver (ca. 1851)
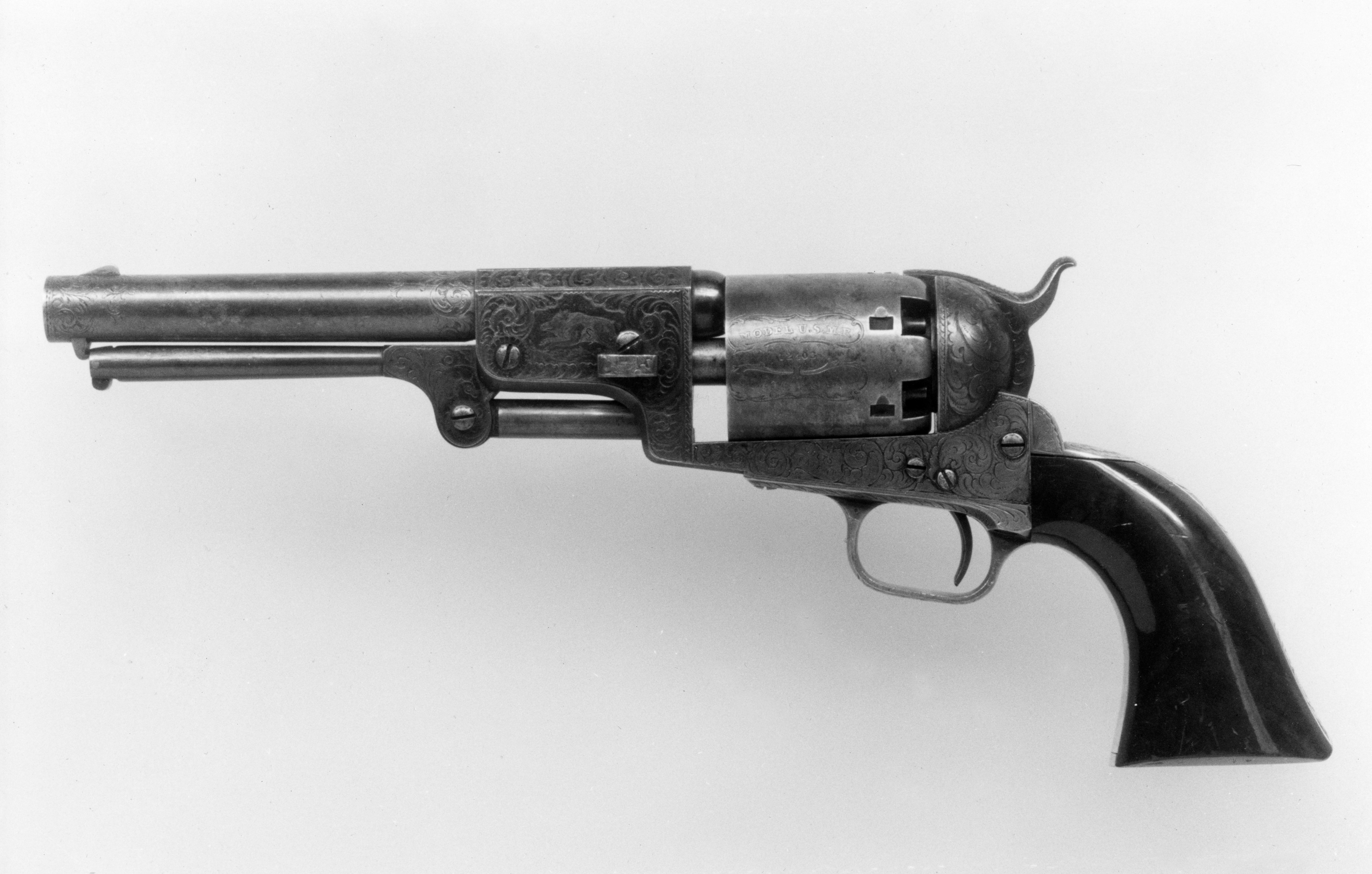
Colt Dragoon Percussion Revolver, Third Model, serial no. 12403 (1852)
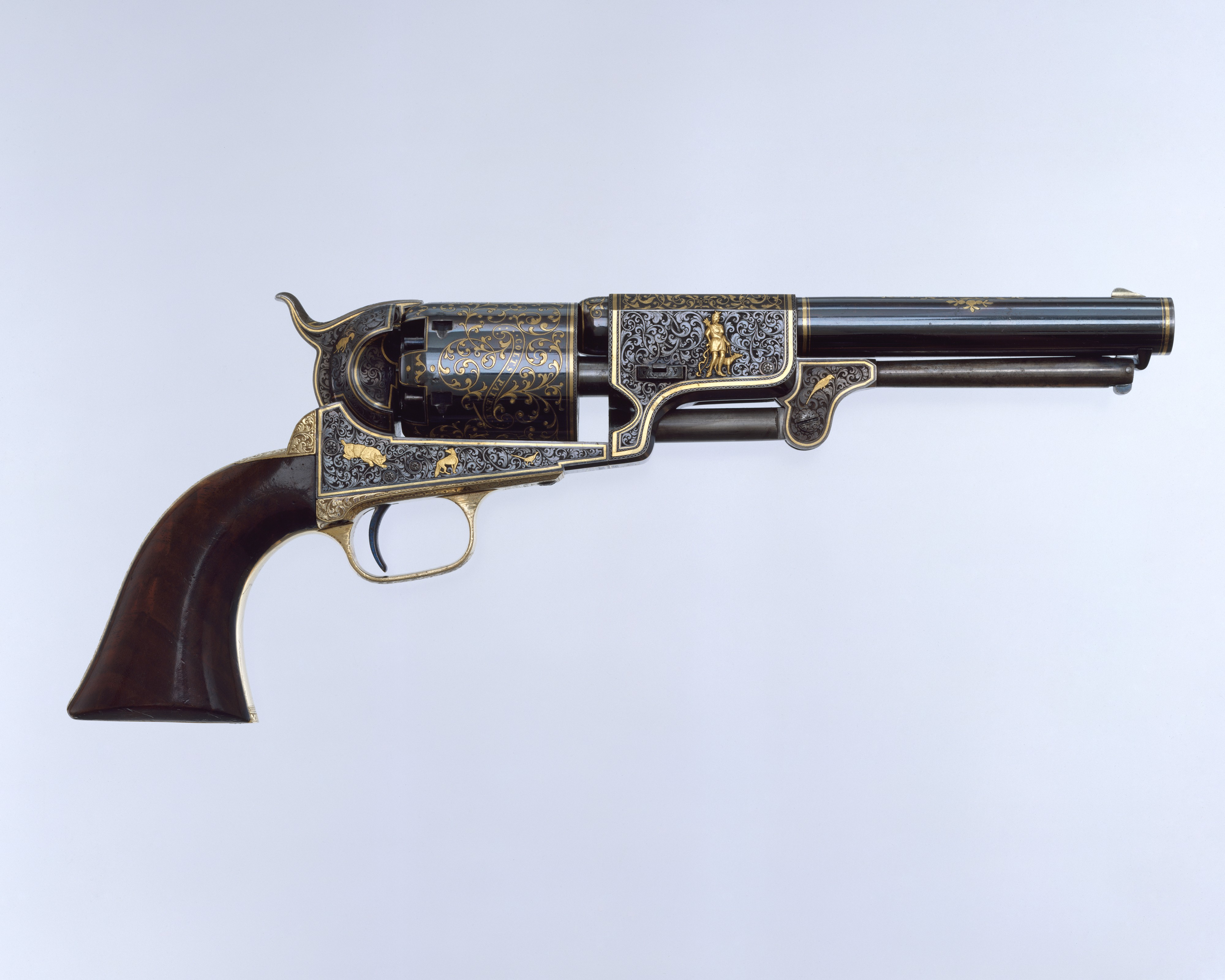
Colt Third Model Dragoon Percussion Revolver, Serial Number 12406 (ca. 1853)
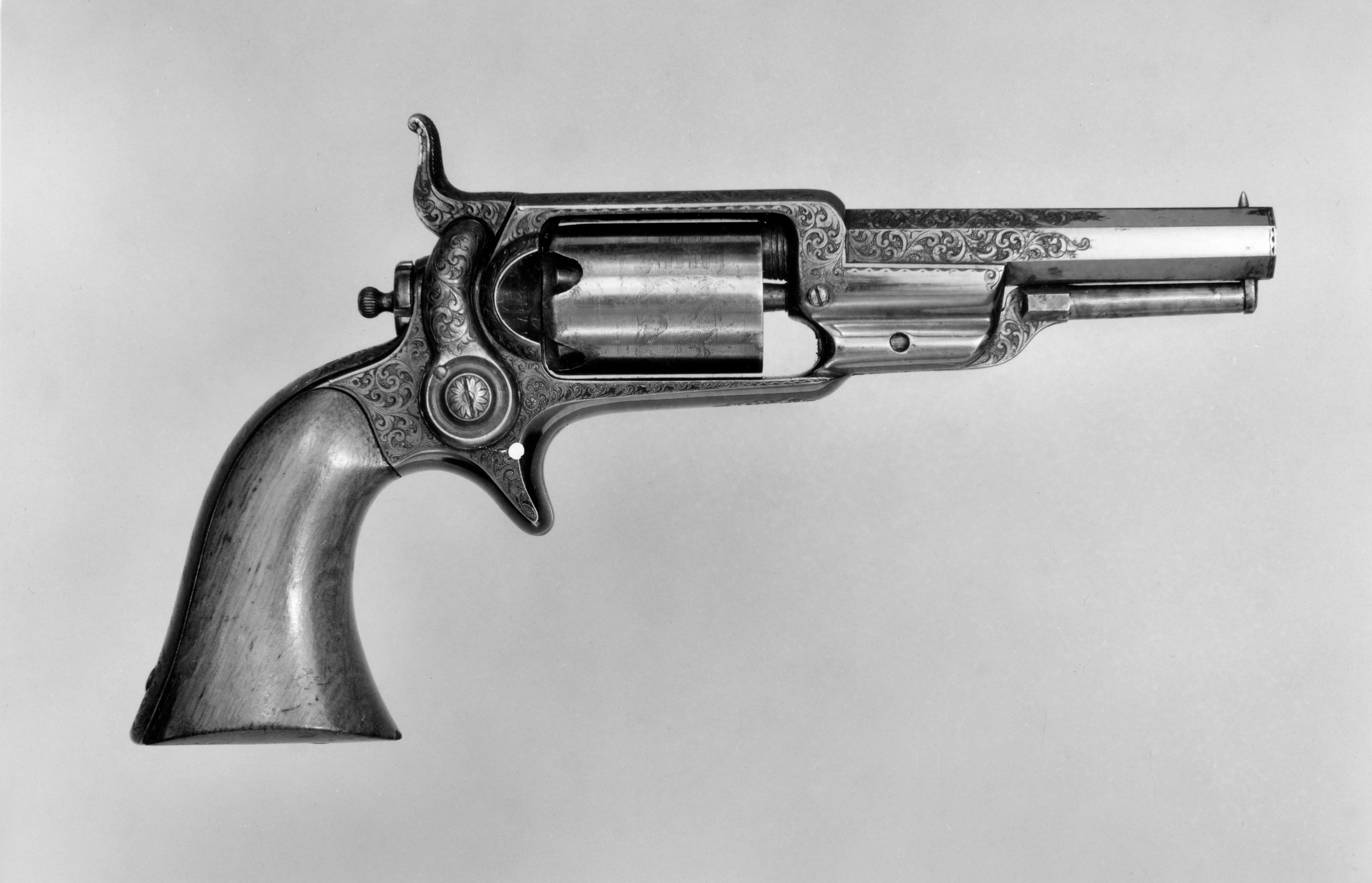
Colt Model 1855 Pocket Percussion Revolver, Serial no. 4460 (1855)
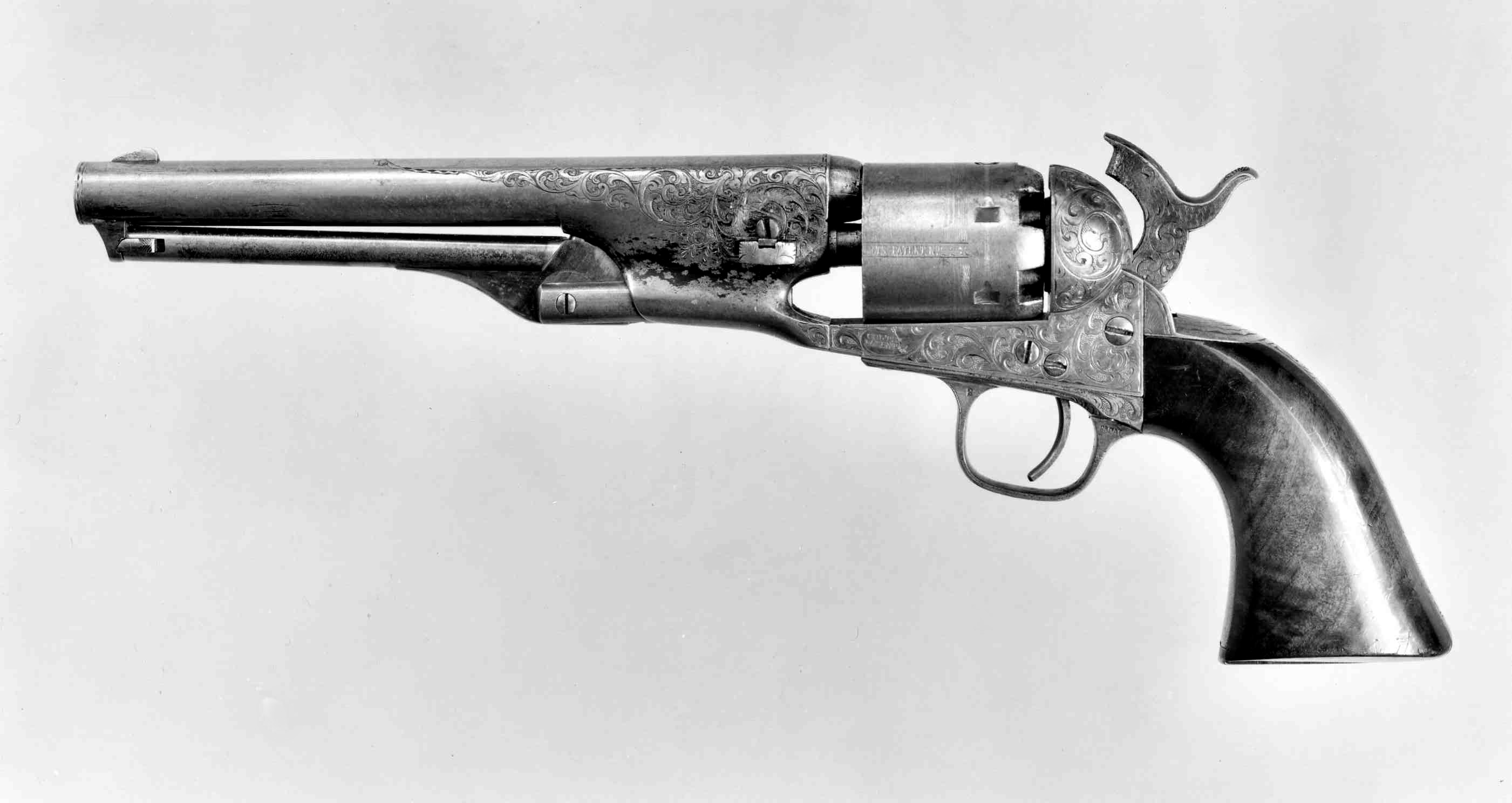
Colt Model 1861 Navy Percussion Revolver, serial no. 12240 (1863)
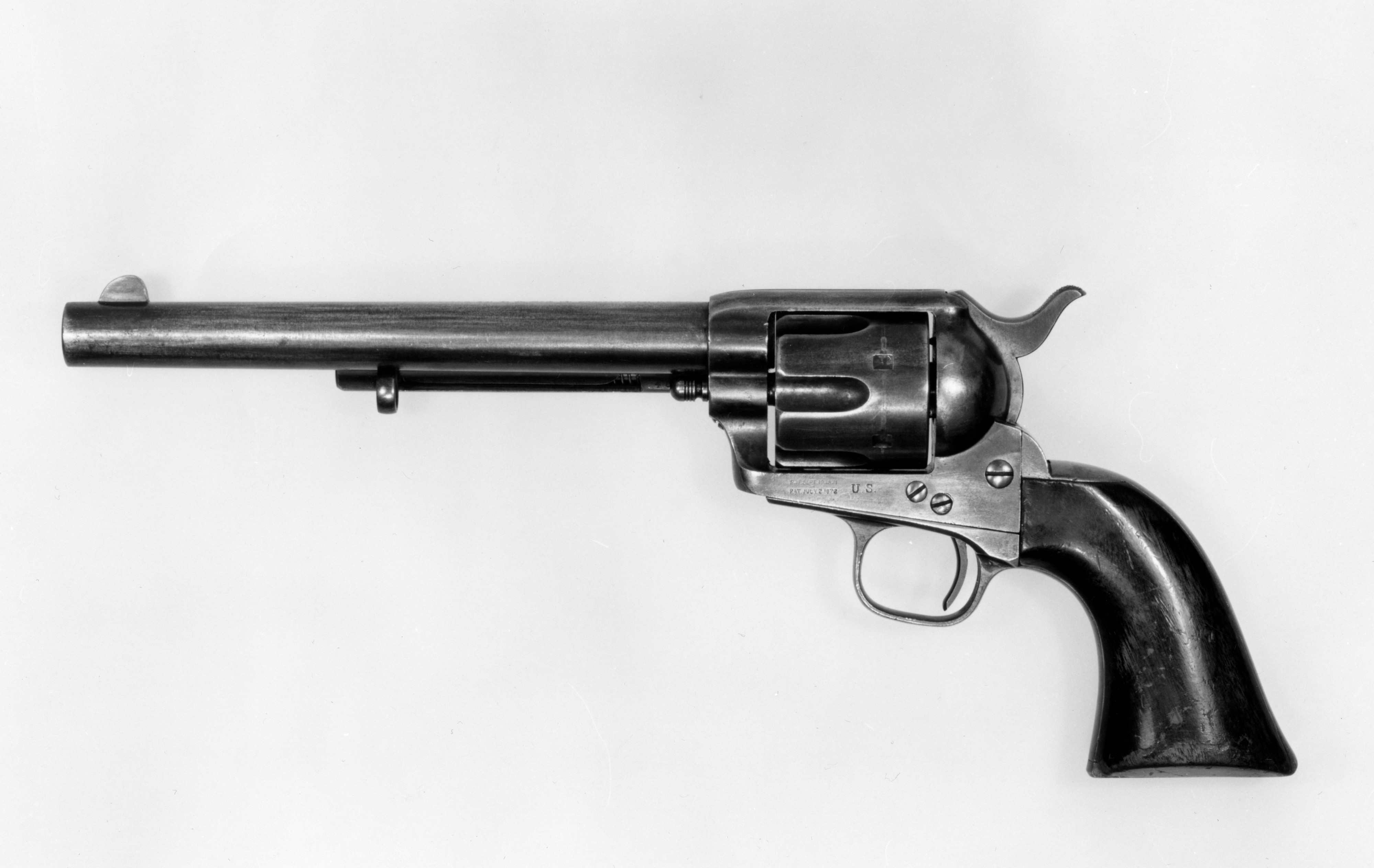
„Peacemaker“ Colt Single-Action Army Revolver, serial no. 4519, mit US Schlag, 1874 an die US-Armee ausgeliefert.